# Nagatas förmodan
Inom matematiken är Nagatas förmodan en förmodan som säger att Nagatas automorfism, definierad nedan, av en polynomring k[x,y,z] är vild. Förmodan framlades av Nagata (1972) och bevisades av Ualbai U. Umirbaev och Ivan P. Shestakov (2004).
Nagatas automorfism definieras som
{\displaystyle (x,y,z)\mapsto (x-2(xz+y^{2})y-(xz+y^{2})^{2}z,y+(xz+y^{2})z,z).}